# Grada
Grada (makedonska: Града) är en kulle i Nordmakedonien. Den ligger i kommunen Štip, i den centrala delen av landet, 60 kilometer sydost om huvudstaden Skopje. Toppen på Grada är 229 meter över havet.